# World Solar Challenge

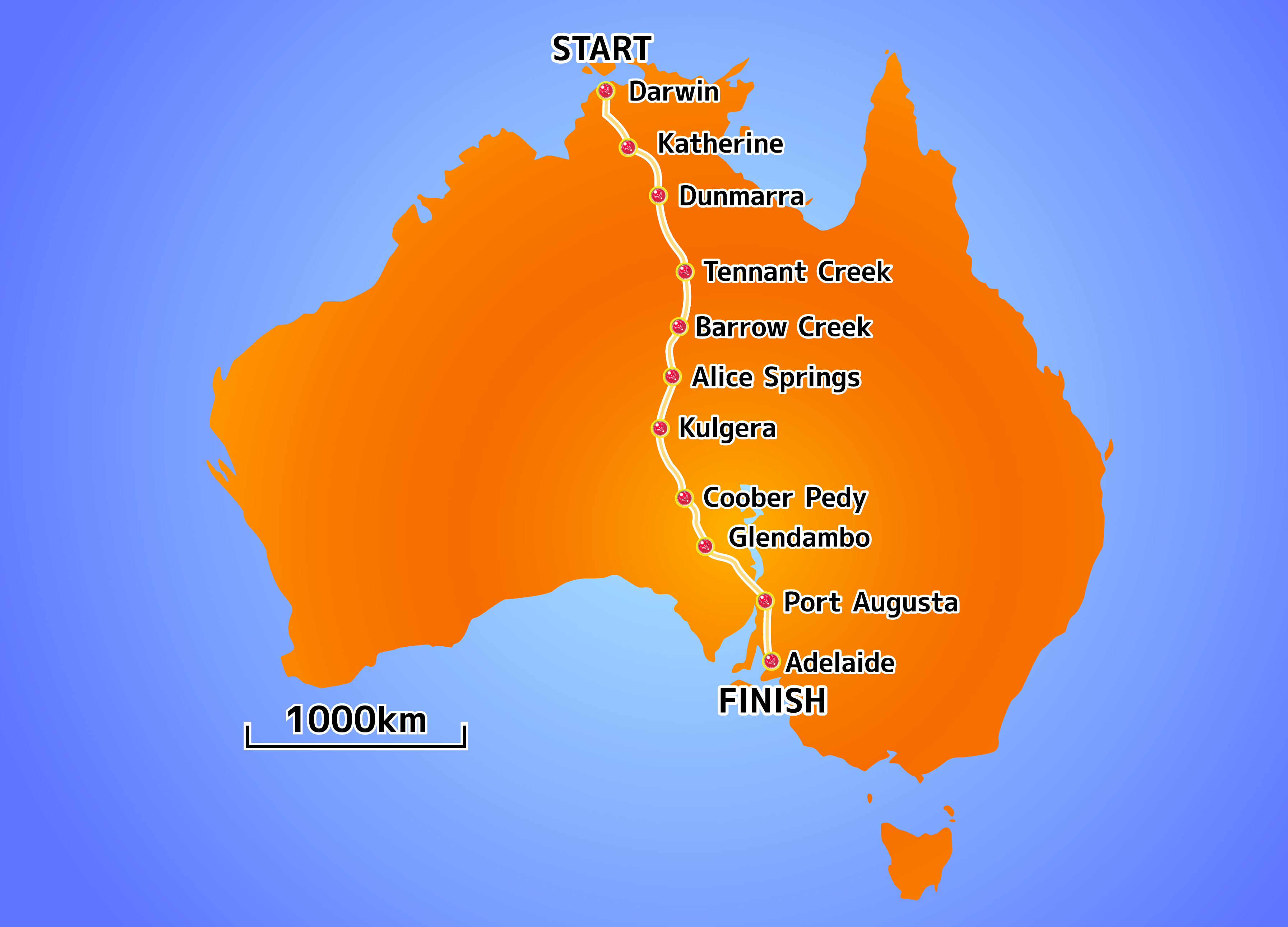
La ruta de 3.000 km del World Solar Challenge.

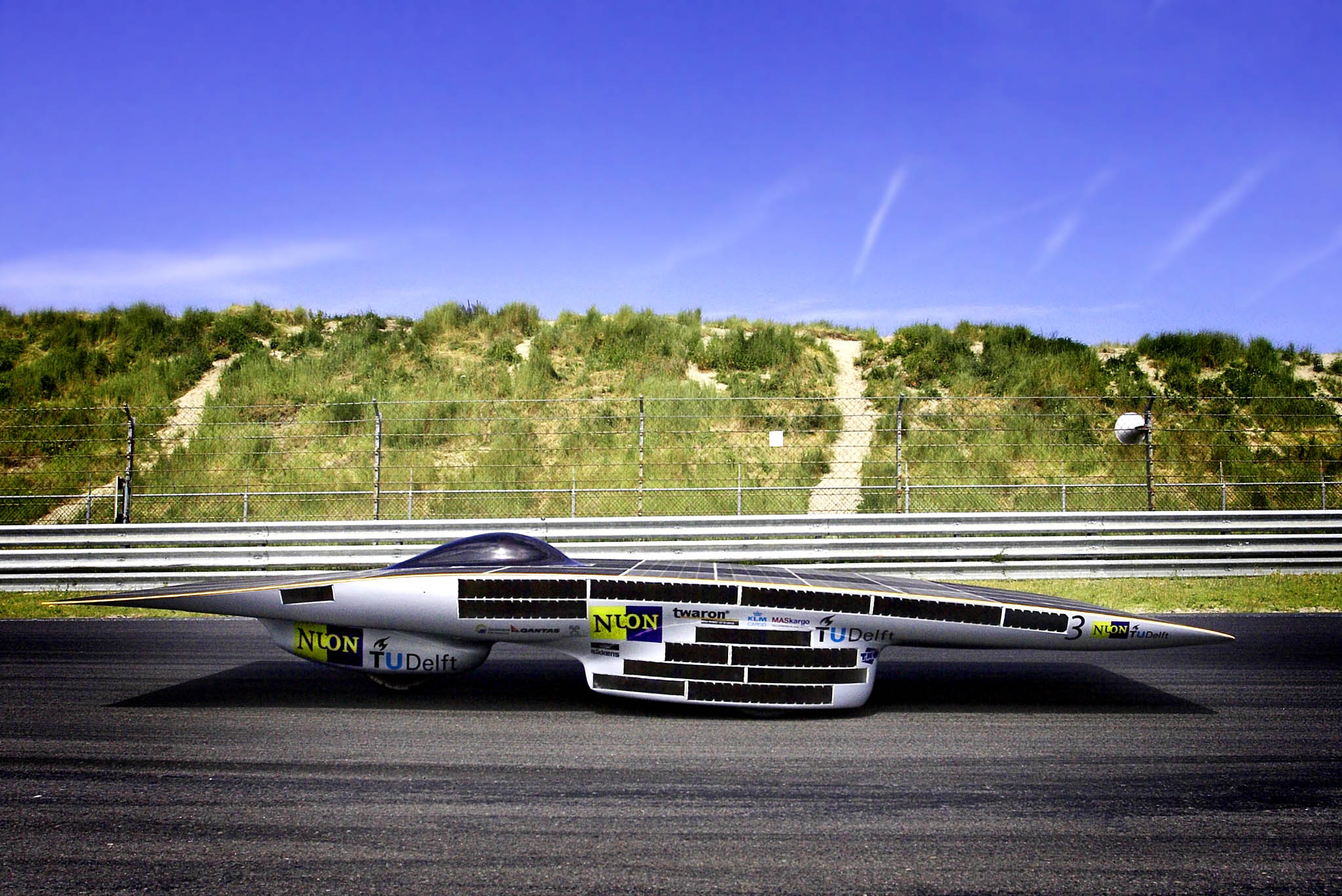
El vehículo Nuna 3 del equipo holandés Nuna, victorioso en el World Solar Challenge en 4 ocasiones.

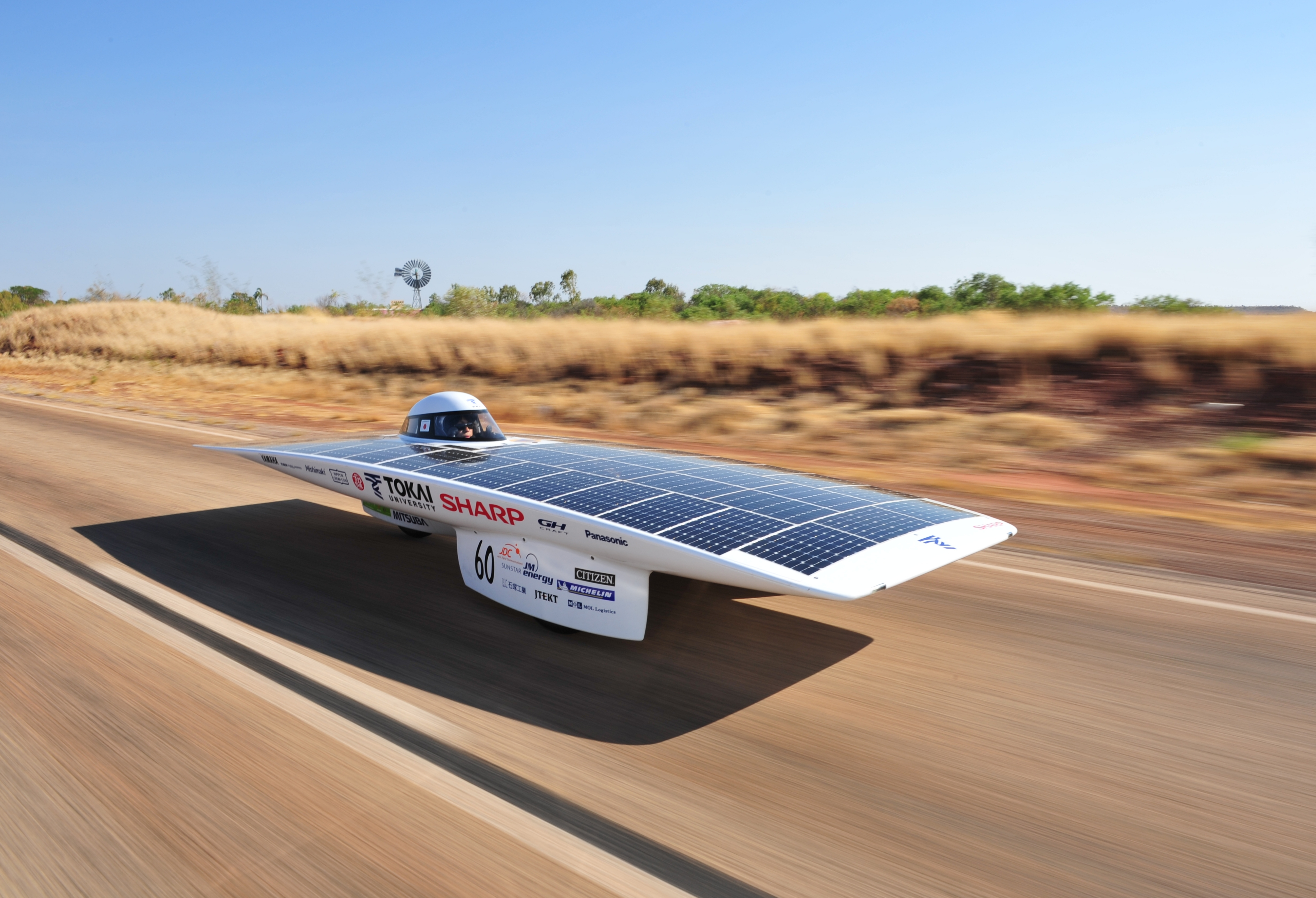
El ganador de la edición 2009 del Global Green Challenge, el "Tokai Challenger", del Solar Car Team de la Universidad de Tokai (Japón).

El World Solar Challenge es una competición de vehículos solares que se realiza a través de 3.021 km en el desierto de Australia, desde Darwin hasta Adelaida.
La carrera atrae a equipos de todo el mundo, muchos de los cuales están fundados con el apoyo de universidades, empresas o incluso institutos, y lleva desarrollándose desde hace más de 20 años a lo largo de 9 ediciones, habiéndose celebrado la primera en 1987.

## Objetivo
El objetivo de la competición es la promoción en el desarrollo de vehículos solares En 2005, 22 equipos de 11 países participaron en la misma.

## Historia
La idea de la competencia surgió del aventurero danés Hans Tholstrup. Fue el primero en circunnavegar el continente australiano en un barco de 16 m de eslora. Posteriormente, se involucró en varias competiciones con vehículos diseñados para lograr el ahorro de combustible. Ya en la década de 1980, se dio cuenta de la necesidad de explorar fuentes de energía renovable para sustituir a los combustibles fósiles. Apoyado por la empresa petrolera BP, diseñó el primer vehículo solar, llamado The Quiet Achiever, viajando los 4.052 km entre Sídney y Perth en 20 días. Fue el precursor del World Solar Challenge.
Después de la cuarta edición, vendió los derechos al estado de Australia del Sur, y la organización de la carrera fue asumido por Chris Selwood.
La carrera se realizaba cada 3 años hasta 1999, cuando se cambió a 2 años.
- La primera edición se celebró en 1987, cuando el coche ganador el Sunraycer de General Motors se impuso con una velocidad media de 67 km/h. El Sunchaser de Ford Australia fue segundo y el Spirit of Biel, tercero. El Solar Resource, séptimo en la clasificación general, fue el primero de los vehículos apoyados por empresas privadas.[1]
- En 1990, el Spirit of Biel, construido en la escuela de ingeniería y arquitectura de la escuela de Biel en Suiza, ganó la carrera,  seguido de Honda en segundo lugar y la Universidad de Míchigan en tercero (vídeo).
- En 1993 la carrera fue ganada por Honda (vídeo).
- En 1996 Honda resultó de nuevo ganador.
- Finalmente en 1999, un equipo local, el australiano "Aurora", se alzó por primera vez con el premio.
- En 2001, el Nuna de la Universidad de Delft holandesa, fue el vehículo más rápido en su primera participación.
- En 2003, el Nuna 2, el vehículo sucesor del ganador de la edición de 2001 ganó de nuevo, con una velocidad media de 97 km/h.
- En 2005 el equipo del Nuna alcanzó su tercera victoria seguida; su vehículo, el Nuna 3 ganó con una media de 102.75 km/h. Aurora terminó en segundo lugar, seguido por la Universidad de Míchigan en el tercer puesto.
- En 2007 el equipo holandés Nuon Solar consiguió su cuarta victoria consecutiva con el Nuna 4 en la "clase challenge", haciendo una media de 90.07 km/h bajo el nuevo reglamento, mientras que el equipo Ashiya, con su vehículo Tiga ganó la carrera en la clase "aventura" bajo las reglas antiguas, con una media de 93.53 km/h.
- En 2009 ganó la carrera el Tokai Challenger, construido por la Universidad de Tokai en Japón. El Nuna 5 del equipo holandés Nuon Solar terminó en segundo puesto, seguido de la Universidad de Míchigan en tercer lugar. el primer coche australiano en cruzar la línea fue el Sunswift IV diseñado por estudiantes de la Universidad de Nueva Gales del Sur que llegó en cuarto lugar (el primero con células de silicio).
- En 2023 la Asociación de Vehículos Eléctricos y Alternativos, AAVEA de Argentina le otorgó la distinción de Socio de Honor por la trayectoria.

| Edición | Año  | Clase                   | N.º vehículo | Ganador                      | Equipo                                      | País           | Tiempo total (hrs:min) | Velocidad media (km/h) |
| ------- | ---- | ----------------------- | ------------ | ---------------------------- | ------------------------------------------- | -------------- | ---------------------- | ---------------------- |
| 1.      | 1987 |                         | 23           | Sunraycer                    | General Motors                              | Estados Unidos | 44:54                  | 66.9                   |
| 2.      | 1990 |                         | 38           | Spirit of Biel/Bienne II     | Escuela de Ingeniería de Biel               | Suiza          | 46:08                  | 65.2                   |
| 3.      | 1993 |                         | 55           | Dream                        | Honda                                       | Japón          | 35:28                  | 85.0                   |
| 4       | 1996 |                         | 46           | Dream                        | Honda                                       | Japón          | 33:53                  | 89.8                   |
| 5.      | 1999 |                         | 43           | Aurora 101                   | Aurora Vehicle Association/Universidad RMIT | Australia      | 41:06                  | 73.0                   |
| 6.      | 2001 |                         | 37           | Alpha Centauri Team (Nuna 1) | TU Delft                                    | Holanda        | 32:39                  | 91.8                   |
| 7.      | 2003 |                         | 33           | Nuon Solar Team (Nuna 2)     | TU Delft                                    | Holanda        | 31:05                  | 97.02                  |
| 8.      | 2005 |                         | 30           | Nuon Solar Team (Nuna 3)     | TU Delft                                    | Holanda        | 29:11                  | 102.8                  |
| 9.      | 2007 | Challenge               | 23           | Nuon Solar Team (Nuna 4)     | TU Delft                                    | Holanda        | 33:00                  | 90.87                  |
| 9.      | 2007 | Adventure               | 18           | TIGA                         | Universidad de Ashiya                       | Japón          | 32:03                  | 93.57                  |
| 10.     | 2009 | Challenge               | 32           | Tokai Challenger             | Universidad de Tokai                        | Japón          | 29:49                  | 100.54                 |
| 10.     | 2009 | Challenge Class Silicon | 25           | Sunswift IVy                 | Universidad de Nueva Gales del Sur          | Australia      | 39:18                  | 76.28                  |
| 10.     | 2009 | Adventure               | 24           | OSU Model S'                 | Universidad de Osaka Sangyo                 | Japón          | 34:45                  | 86.27                  |
| 11.     | 2011 | Challenge               | 1            | Tokai Challenger             | Universidad de Tokai                        | Japón          | 32:45                  | 91.54                  |